# Nyctiophylax acutus
Nyctiophylax acutus là một loài Trichoptera hóa thạch trong họ Polycentropodidae.